# Malente
Malente (plattdeutsch: Lent) ist eine Gemeinde im Kreis Ostholstein in Schleswig-Holstein und ein anerkannter Kur- und Erholungsort.

## Geographie

### Geographische Lage
Das Gemeindegebiet von Malente erstreckt sich im Zentrum der Holsteinischen Schweiz im Bereich des Diek- und Kellersees an den nordwestlichen Ausläufern des Bungsbergs. Die Seen bilden im Kern den östlichen Bereich der sogenannten Holsteinischen Seenplatte und liegen in Quellnähe des Flusslaufs der Schwentine. Diese fließt direkt durch den zentralen Siedlungsbereich des Ortes Bad Malente-Gremsmühlen.

### Gemeindegliederung
Malente besteht aus drei Ortsteilen (Bad Malente-Gremsmühlen, Neversfelde, Rachut) und neun Dorfschaften (Benz, Kreuzfeld, Krummsee, Malkwitz, Neukirchen, Nüchel, Sieversdorf, Söhren und Timmdorf).

### Nachbargemeinden
Angrenzende Gemeindegebiete von Malente sind:
| Grebin  | Dannau, Rantzau                             | Högsdorf    |
| Plön    | Kompassrose, die auf Nachbargemeinden zeigt | Kirchnüchel |
| Bösdorf | Eutin                                       | Kasseedorf  |

## Geschichte
Die Gegend um Malente war ursprünglich von Wenden besiedelt und gehörte vor dem 20. Jahrhundert nicht zu Schleswig-Holstein. Ab dem 10. Jahrhundert zählte das Territorium zum Hochstift Lübeck. Im Zuge der Gründung des Bistums Oldenburg (in Holstein) durch den Sachsenherzog Heinrich der Löwe wurde um 1150 in der Gegend des heutigen Malente ein Hufendorf errichtet. Urkundliche Erwähnung fand der Ort erstmals im Jahr 1215. Ab 1227 begann die Errichtung der Maria-Magdalenen-Kirche. Nach der Säkularisation des Hochstiftes Lübeck kam das Gebiet 1803 zum Fürstentum Lübeck, das wiederum ein Landesteil des Herzogtums Oldenburg beziehungsweise ab 1815 des Großherzogtums Oldenburg war. Als Landesteil Lübeck ging es 1918 in den Freistaat Oldenburg und 1934 in das Land Oldenburg über. Mit Wirkung vom 1. April 1937 wurde der oldenburgische Landesteil durch das Groß-Hamburg-Gesetz als Kreis Eutin in die Provinz Schleswig-Holstein eingegliedert, aus der 1946 das Land Schleswig-Holstein entstand. 1970 folgte die Eingliederung von Malente in den neu entstandenen Kreis Ostholstein.
Durch die Errichtung eines Sanatoriums mit Kurhaus erhielt Malente 1905 größere Bedeutung. 1934 erfolgte die Zusammenlegung der Gemeinden Malente und Neukirchen. Durch die Anerkennung als Kneippheilbad bekam der Fremdenverkehr 1955 Impulse. Seit 1996 trägt der Ortsteil Malente-Gremsmühlen den Titel Heilklimatischer Kurort und kann den Titel Bad vor dem Ortsnamen führen. Die Einheits-Eiche wurde am 3. Oktober 1990 aus Freude über die deutsche Wiedervereinigung von Jürgen Skop im Ortsteil Timmdorf, Inselweg 10, gepflanzt.

### NS-Zeit
Die NSDAP des Gau Schleswig-Holstein, Provinz Lübeck, Eutin, gründete auch in Malente relativ früh eine vollständige Ortsgruppe die 80 Mann umfasste. Bei den Wahlkämpfen zur oldenburgischen Landtagswahl fanden auch in Malente Veranstaltungen statt, z. B. am 15. Mai 1931, mit Carl Röver als Gastredner. Röver war NSDAP-Leiter des Gaus Weser-Ems, der im Wesentlichen die Stadt Bremen und den Freistaat Oldenburg umfasste. In Personalunion war er „Reichsstatthalter“ für Oldenburg und Bremen.
Bei der Reichspräsidentenwahl 1932 am 13. März 1932 erzielte Adolf Hitler in Malente-Gremsmühlen bereits die absolute Mehrheit. Zum Sommeranfang 1932 weihte die Hitlerjugend ein von einem NS-Architekten entworfenes HJ-Heim am Kellersee ein. Das NS-Regime unterhielt außerdem spätestens ab 1934 eine soldatisch ausgerichtete HJ-Gebietsführerschule „Otto Blöcker“ in Malente.
Im Januar 1933 wurde eine BDM-Gruppe mit anfangs 13 Mitgliedern in Malente gegründet, die u. a. Reigen- und Märchenspiele aufführte. Der Eutiner Ratsherr Dr. Wolfgang Saalfeldt, ab 1930 Ortsgruppenleiter (OGL) und Kreisleiter der NSDAP in Eutin, wandte sich 1933 in einer Rede vor der NS-Frauenschaftsgruppe in Malente gegen die „politischen Machtgelüste von Frauen“ und Frauenrechtlerinnen, Frauen sollten vor allem Hausfrau und Mutter sein.
Auch die Evangelisch-Lutherische Landeskirche Eutin blieb von dem Rechtsruck nicht verschont. Mit dem Tod des Landesprobstes Rathgens und der Wahl des Malenter Pfarrers Wilhelm Kieckbusch, der wegen seiner stark deutschnationalen und antisemitischen Einstellung als „Stahlhelmpastor“ und als „nationalen Hetzer“ galt, als dessen Nachfolger 1930 wurde der Rechtsdrall noch ausgeprägter. Als erste Ortsgruppe innerhalb der evangelischen Landeskirche meldete Ende Juli 1933 der Gemeindekirchenrat von Malente, dass er sich zu 100 % aus den rassistischen und antisemitischen Deutschchristen zusammensetzte, die den deutschen Protestantismus an die Ideologie des Nationalsozialismus angleichen wollten.
Bereits im Dezember 1929 gründete der Landesteil Oldenburg der SA im NSDAP Gau Schleswig-Holstein eine Ortsgruppe der SA in Malente. Die SA-Standarte 214 nahm u. a. auch an den Reitertagen von Malente 1933 teil. Im Juli 1934 sammelte die SS wegen eines angeblich bevorstehenden Putschversuches der SA deren Waffen ein, nur die bei den SA-Führerschulen in Malente und Middelburg vorhandenen Waffen wurden diesen zunächst belassen.

## Politik

### Gemeindevertretung
Die letzte Wahl fand am 14. Mai 2023 statt. Die Wahlbeteiligung lag bei 44,9 % und führte zu folgendem Ergebnis:
- SPD: 6
- FWM: 3
- Bürger-innen für Malente: 3
- FDP: 2
- CDU: 11

### Wappen
Blasonierung: „Von Silber und Rot schräg geteilt. Vorn fünf blaue Wellen, hinten ein perspektivisch gezeichnetes, aus der Teilung hervorkommendes schwarzes oberschlächtiges Mühlrad.“
Das Wappen wurde nach dem Zweiten Weltkrieg in Ermangelung von Dienstsiegeln, die frei von nationalsozialistischen und kaiserlichen Symbolen sind, von der Gemeinde gewählt und von der britischen Militärregierung genehmigt.

### Partnergemeinde
- Barwice, Polen

## Kultur und Sehenswürdigkeiten

### Museen
- Immenhof-Museum: In Erinnerung an die Immenhof-Filme, die u. a. im nahe gelegenen Gut Rothensande gedreht wurden, zeigt das Museum Kostüme, Bilder, Plakate und Requisiten aus der Filmproduktion. Ein Highlight der Ausstellung ist die original erhaltene Kutsche aus dem ersten Teil der Filmreihe (Die Mädels vom Immenhof).[18] Es werden auch Filmtouren angeboten.[19]
- Tews-Kate: Das Heimatmuseum zeigt historisches Mobiliar sowie haus- und landwirtschaftliche Geräte.

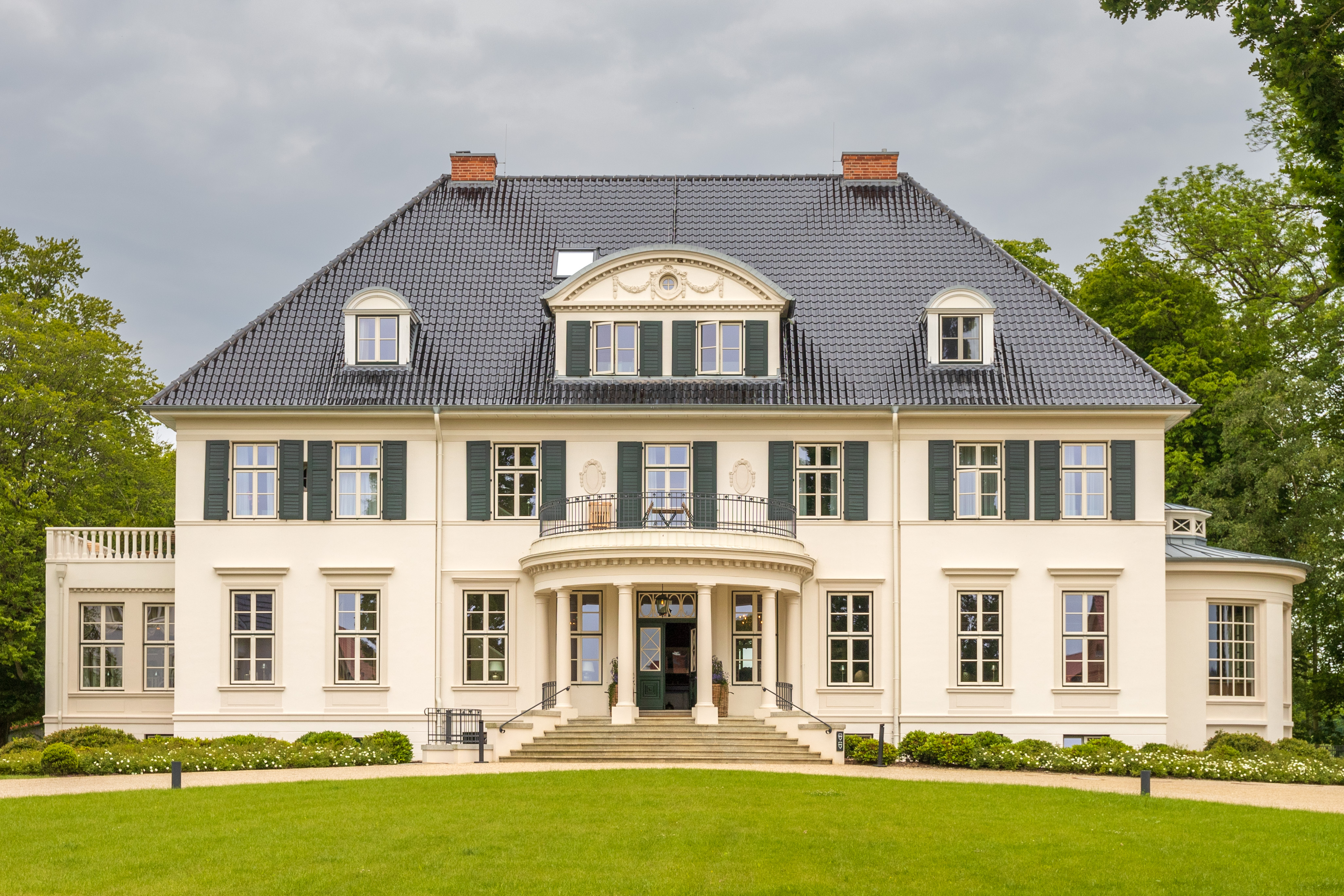
Gut Rothensande, Herrenhaus

### Bauwerke
- Gut Rothensande
- Diekseepromenade
- Kellerseepromenade
- Maria-Magdalenen-Kirche
- Gremsmühle
- Wasserturm Malente an der Ringstraße
- Die Thomsen-Kate ist ein Reetdachhaus aus dem 18. Jahrhundert. Hier ist im Erdgeschoss das Trauzimmer des Standesamts Malente untergebracht.
- Tews-Kate – die älteste Räucherkate in Ostholstein
- Großsteingrab Grabkammer Malente

### Eiche als Gedenkbaum für die Deutsche Einheit
Ein echter Einheitsbaum ist die Einheits-Eiche in Timmdorf, Inselweg 10. Sie wurde von Jürgen Skop am 3. Oktober 1990 aus Freude über die deutsche Wiedervereinigung, gepflanzt.

### Naherholung

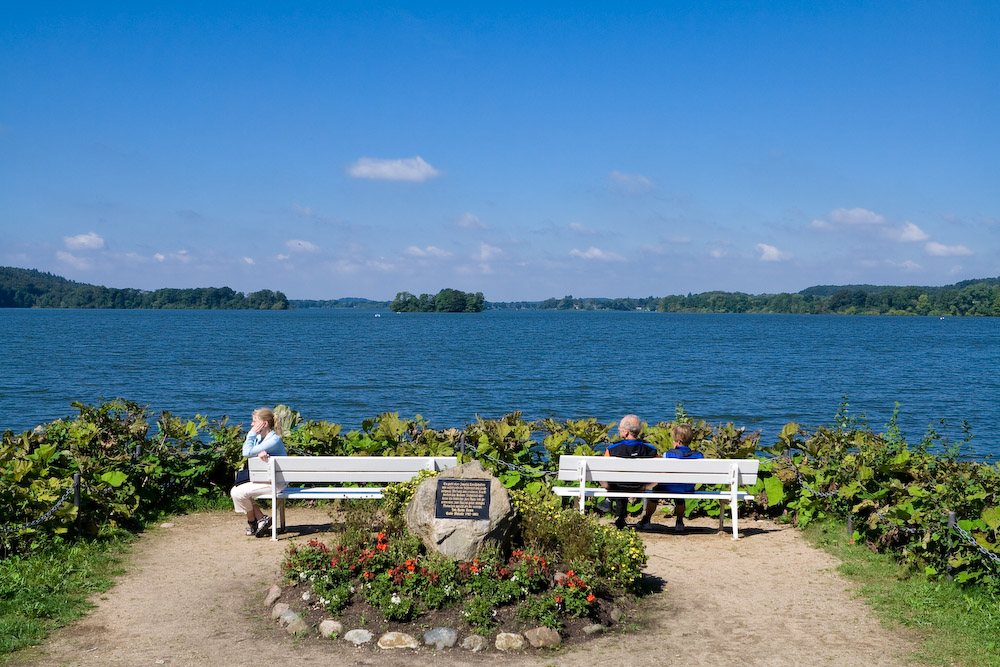
Am Dieksee

- Im zentralen Bereich der Gemeinde in Nähe der Anlegestelle der Freizeitschifffahrt Fünf-Seen-Fahrt besteht das öffentlich zugängliche Wildgehege Bad Malente (auch Malenter Wildpark & Arboretum genannt). Hier werden im öffentlichen Raum die einheimischem Hochwildarten und sonstige Tiere präsentiert. Im benachbarten Arboretum erhält der Besucher viele Informationen über heimische Gehölze (Eiche, Ulme, Kirsche, Eschen, Linden, Weiden, Ahorn und weitere).
- 5-Seen-Fahrt: Rundfahrten über die Seen Dieksee, Behler See, Langensee, Höftsee und Edebergsee in der Saison von Ostern bis Oktober
- Im Findlingsgarten bei der Ortschaft Kreuzfeld befindet sich der Wandhoff-Findling. Mit einem Gewicht von etwa 126 Tonnen und einer Größe von 3,5 × 4 × 4,2 Meter (B × H × T) zählt er zu den größten Findlingen in Schleswig-Holstein.

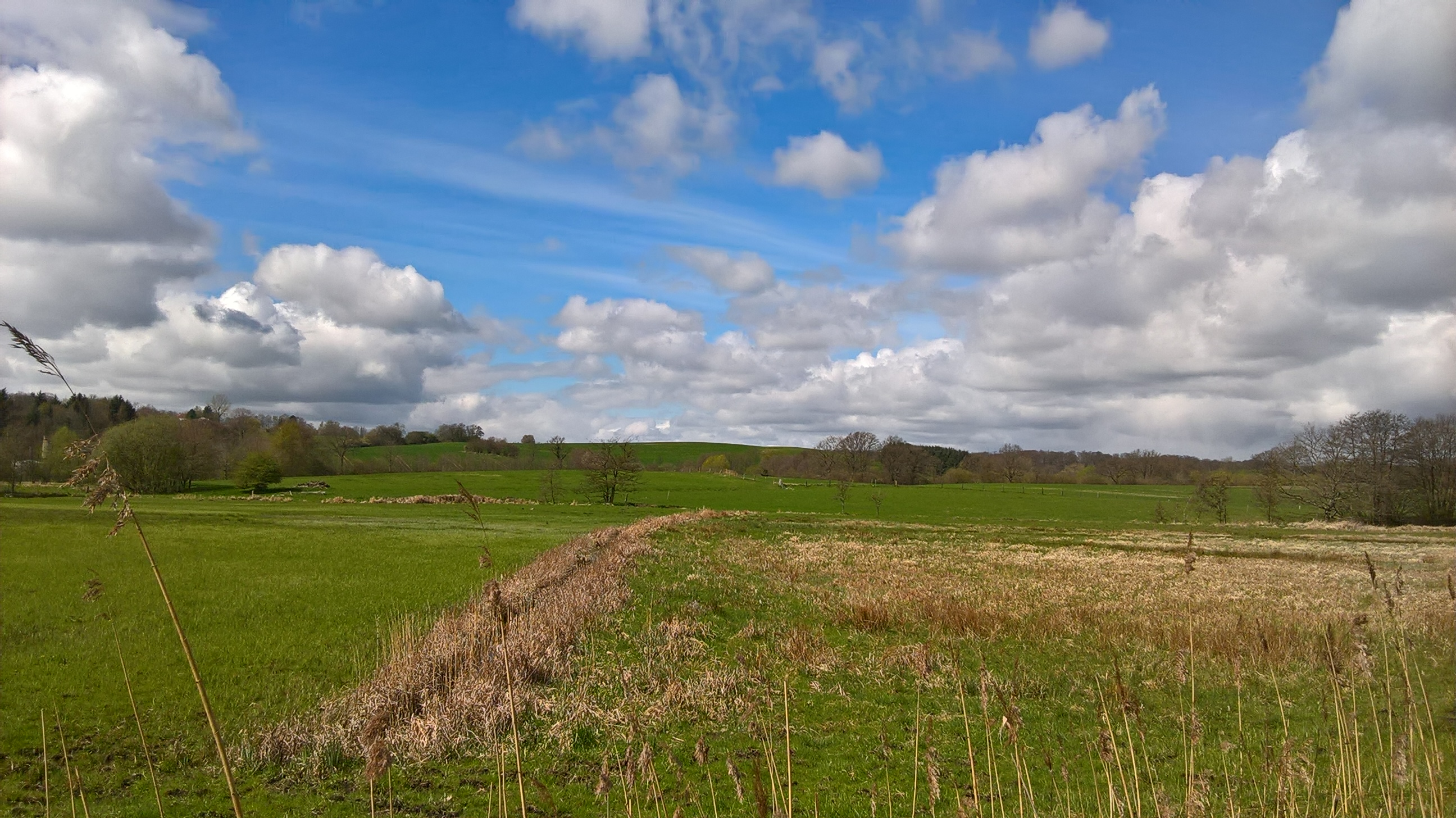
An den Auewiesen

- Das WunderWeltWasser ist ein Naturlehrpfad entlang der Malenter Au am Kellersee.
- Der 1962 bis 1966 von Karl Plomin (Planten un Blomen) gestaltete Kurpark Malente im Zentrum des Ortes gilt als herausragendes Beispiel für die Landschaftsarchitektur der 1960er Jahre und wurde 2003 als jüngstes Gartendenkmal Schleswig-Holsteins eingetragen.
- Im Nordwesten befindet sich ein Teil des NATURA 2000-Schutzgebietes FFH-Gebiet Dannauer See und Hohensasel und Umgebung im Gemeindegebiet. Westlich des Ortsteils Timmdorf liegt östlich des Fließgewässers Schmarkau ein Teil des NATURA 2000-Schutzgebietes FFH-Gebiet Grebiner See, Schluensee und Schmarkau im Gemeindegebiet.

## Wirtschaft und Infrastruktur

### Unternehmen

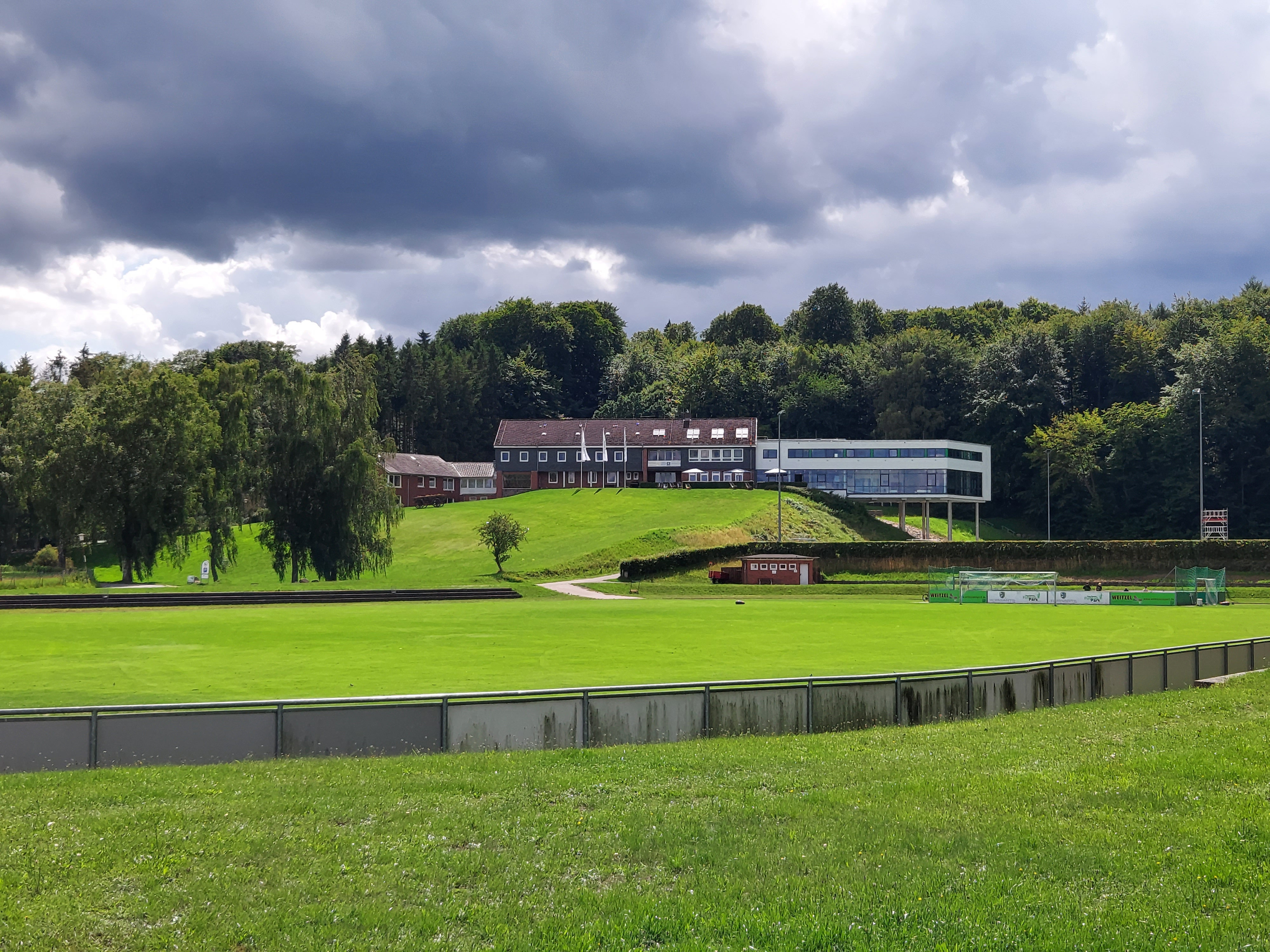
Sportschule des SHFV (Uwe-Seeler-Fußball-Park)

In Malente ist die Sportschule Malente des Schleswig-Holsteinischen Fußballverbandes beheimatet. Durch das finale Trainingslager der Nationalmannschaft im Vorfeld der Fußball-Weltmeisterschaft 1974, bei der die deutsche Mannschaft den Titel errang, wurde der hier begründete „Geist von Malente“ ein fester Begriff für die deutsche Fußballkultur. Die Sportschule errang in der Folgezeit nationale Bekanntheit als der Ort, in welchem die deutsche Fußballnationalmannschaft traditionell ihr letztes Trainingslager vor Fußball-Weltmeisterschaften abhielt. Das Areal der Sportschule ist mittlerweile modernisiert und wurde 2013 als Uwe-Seeler-Fußballpark (USFP) wieder eröffnet.
Der Landessportverband Schleswig-Holstein betreibt am Ort das Sport- und Bildungszentrum Malente, eine Akademieeinrichtung. Bei Errichtung als erstes Sportinternat im Gebiet der damaligen Bundesrepublik sollten in dieser Einrichtung ab 1968 junge Talente auf internationale Sportwettkämpfe vorbereitet werden; hierzu gehörten u. a. Kurt Bendlin und Dirk Lange. Im Vorfeld der Olympischen Sommerspiele 1972 trainierten hier zahlreiche afrikanische Athleten, u. a. John Akii-Bua.

### Verkehr

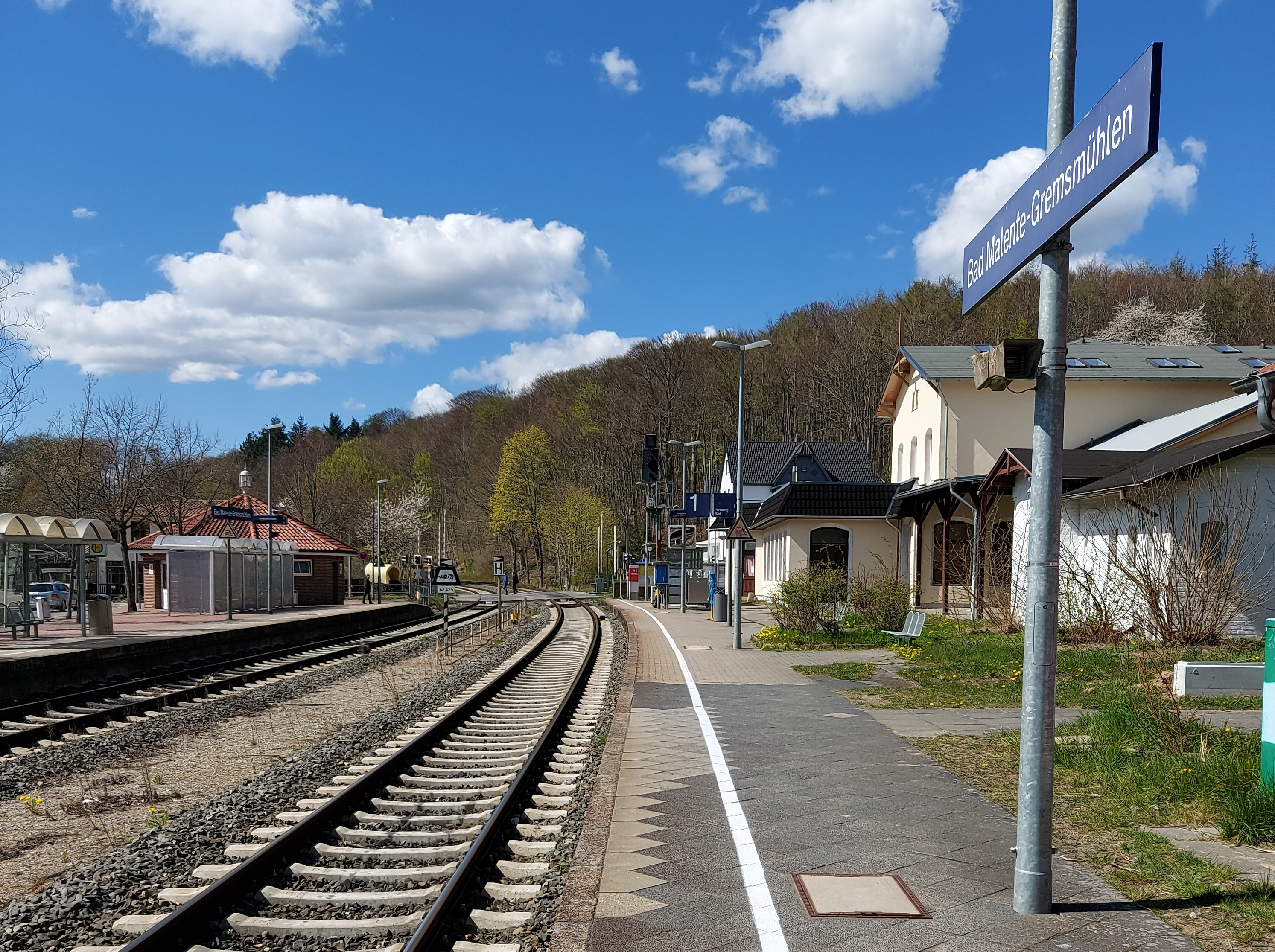
Bahnhofsgleise Bad Malente-Gremsmühlen (2021)

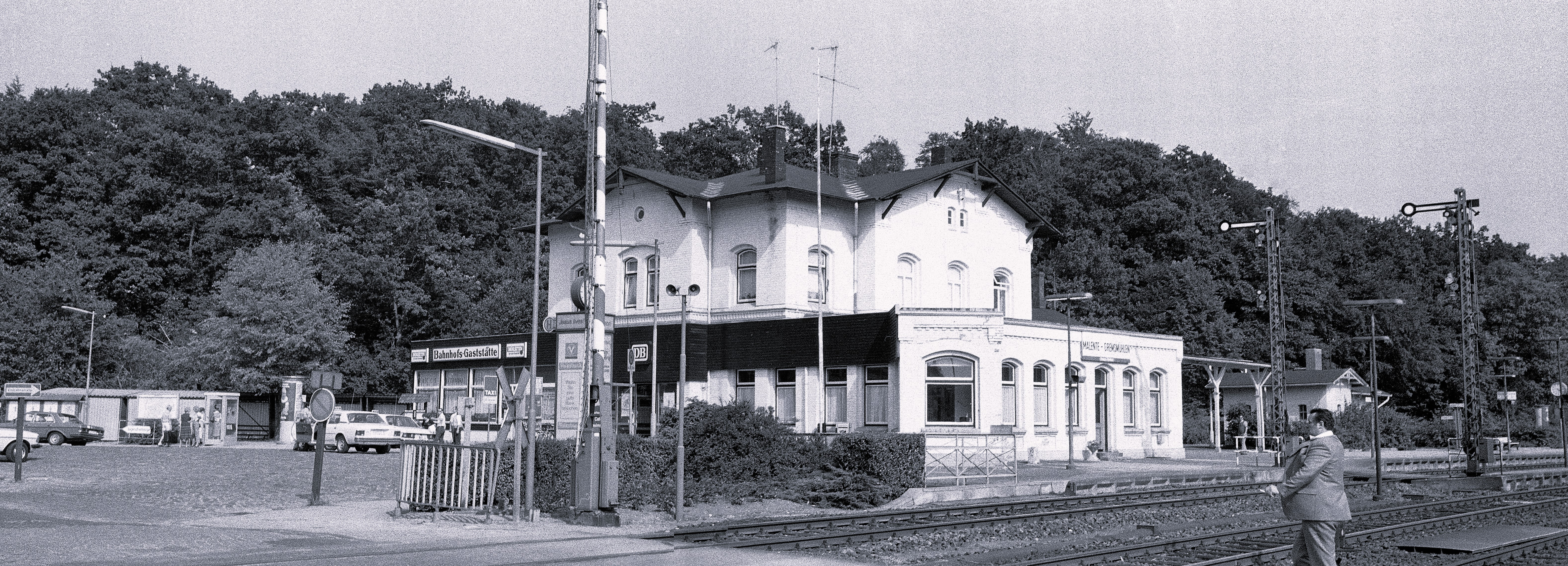
Bahnhof (1983)

Das Gemeindegebiet wird im Süden auf einem kurzen Teilstück von der Bundesstraße 76 im Abschnitt Plön–Eutin tangiert. Das Zentrum der Gemeinde, der Kurort Bad Malente-Gremsmühlen, wird über die Landesstraßen 56 (aus westlicher/nördlicher Richtung kommend) und 174 (südlich/östlich) angebunden.
Malente befindet sich an der Bahnstrecke Kiel–Lübeck. Vom Bahnhof Bad Malente-Gremsmühlen aus besteht im Nahverkehrsverbund Schleswig-Holstein ein Halbstundentakt in die Oberzentren Kiel und Lübeck. Am Ort zweigt die Bahnstrecke Malente-Gremsmühlen–Lütjenburg ab. Diese Strecke ist stillgelegt; es ist allerdings in der Diskussion, sie für den Schienenpersonennahverkehr zu reaktivieren. Des Weiteren sollen im Zuge der Planungen für eine Regio-S-Bahn die Züge von Lübeck kommend, über Malente-Zentrum, bis zum neuen Haltepunkt Malente-Nord an der Strecke nach Lütjenburg verlängert werden, um den Ortskern besser an den Schienennahverkehr anzubinden.
Das Gemeindegebiet ist darüber hinaus über die Buslinie 3 in das Stadtbusnetz von Eutin eingebunden. Die Regionalbuslinien 543, 544 und 545 ergänzen die vom Kreis Ostholstein regelmäßig geplante und in regionalen Nahverkehrsplänen beauftragte Businfrastruktur. Die letztgenannte Linien binden ebenfalls die weiteren Ortsteile von Malente an.

### Schulen

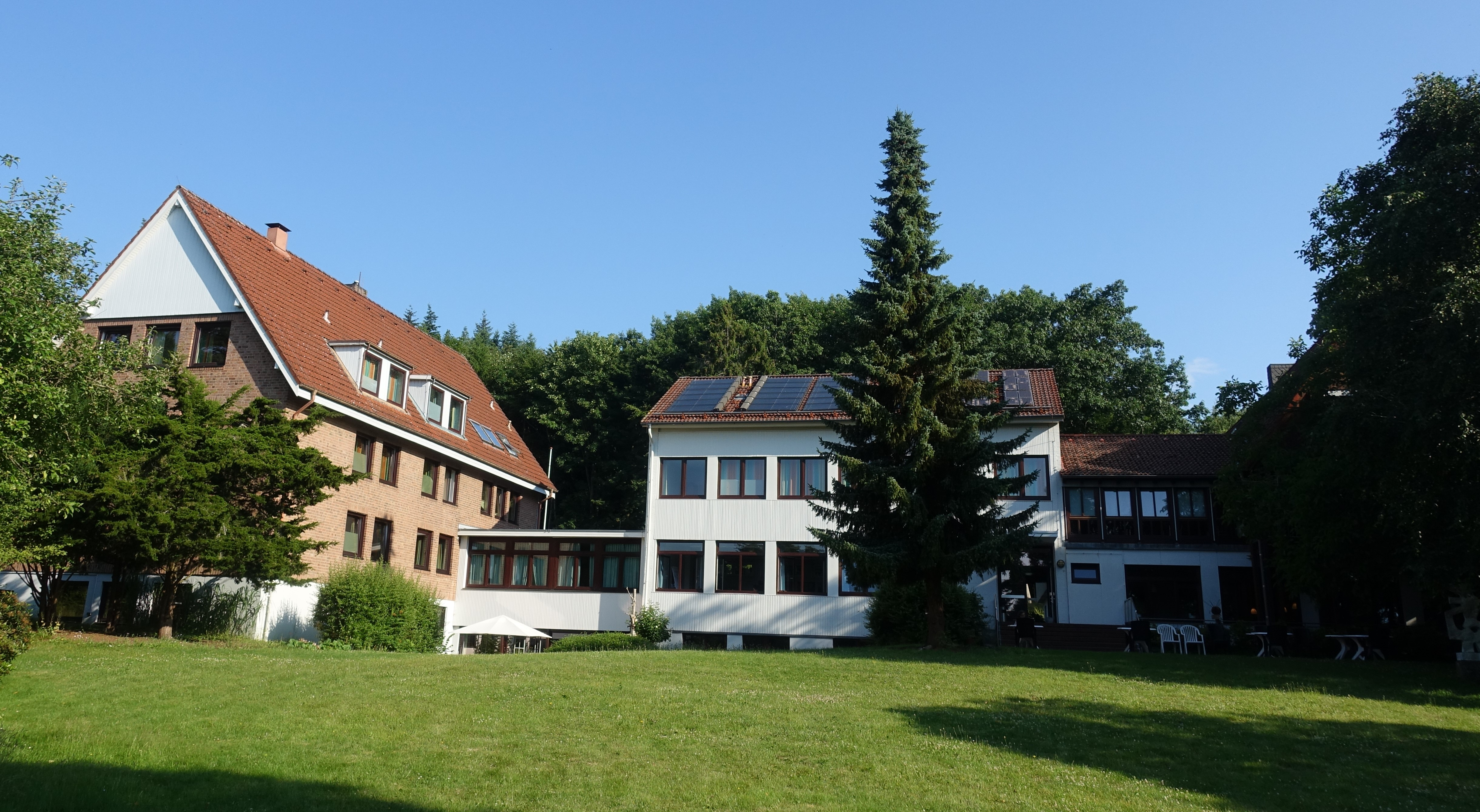
Gustav Heinemann Bildungsstätte am Kellersee in Bad Malente-Gremsmühlen

- Grundschule Malente, Marktstraße, 242 Schüler in 10 Klassen
- Grundschule Sieversdorf, Dorfstraße, 80 Schüler in 4 Klassen
- Schule an den Auewiesen (Gemeinschaftsschule), 293 Schüler in 12 Klassen

Schülerzahlen aus dem Schuljahr 2019/2020

## Persönlichkeiten
In Malente geboren:
- Peter Bade (1872–1956), Arzt und Orthopäde, Pionier der wissenschaftlichen Orthopädie, Bewohner der Villa Bade in Gremsmühlen
- Holger B. Deising (* 1956), Agrarwissenschaftler
- Wolfgang Horak (1952–2016), Ruderer
- Cay Horstmann (* 1959), Autor verschiedener Computer- und Programmierbücher und Entwickler des Horstmann indent style.
- Carl Jacobsen (1910–1985), letzter Landrat des Kreises Rendsburg und erster Landrat des Kreises Rendsburg-Eckernförde
- Malente, DJ und Musikproduzent
- Gerd Szepanski (1947–2012), Sportreporter
- Ralf Bruhn (* 1955), Musiker und Musikproduzent
- Linda Teßmer (1923–1998), Kriminal- und Hörspielautorin, von 1985 bis zu ihrem Tod wohnhaft Rosenstraße 21
- Herlich Marie Todsen-Reese (* 1952), Politikerin (CDU), von 1996 bis 2012 Mitglied des Schleswig-Holsteinischen Landtages
- Johannes von Wicht (John von Wicht; 1888–1970), deutsch-US-amerikanischer Maler
- Bertha Wrage (1888–?), Malerin
- Klaus Wrage (1891–1984), Maler und Grafiker

Mit Malente verbunden:

- Hunold von Ahlefeld (1851–1919), Vizeadmiral der Kaiserlichen deutschen Marine und Wirtschaftsmanager, starb in Gremsmühlen
- Jürgen Friedrich Ahrens (1834–1914), Lehrer und Heimatdichter, lebte und starb in Malente
- Jacob Alberts (1860–1941), Maler, starb in Malente
- Karl Friedrich Baedeker (1910–1979), Verleger, Verlag Karl Baedeker mit Firmensitz in Malente von 1948–1956
- Kurt Bendlin (1943–2024), Zehnkampf-Weltrekordler, Lehrer am Sportinternat Malente, betrieb ein Outdoor-Camp in Malente
- Lieselotte Clemens (1920–2011), deutsche Schriftstellerin und Sachbuchautorin, lebte und starb in Malente
- Julius Dorpmüller (1869–1945), 1937–1945 Reichsverkehrsminister, in Malente beigesetzt
- Sebastian Dürre, alias Porky, MC der Hamburger Band Deichkind, lebt in Malente.
- Vito von Eichborn (1943–2023), Verleger und Gründer des Eichborn Verlags. Er lebte im Ortsteil Timmdorf.
- Gottfried von Einem (1918–1996), Komponist. Er wuchs gemeinsam mit seinen Brüdern hier auf.
- Dietrich Hahlbrock (1923–2012), Unternehmer, verbrachte Jugend in Malente/Timmdorf
- Wilhelm Kieckbusch (1891–1987), Landpastor in Malente-Gremsmühlen (1929), Antisemit und „Stahlhelmpastor“
- Hermann Krieger (1866–1943), Schriftsteller. Lebte von 1932 bis 1943 in Malente in der Ringstraße.
- Gert von Kunhardt (* 1939), Gesundheitstrainer, lebt in Malente
- Karl Lorenz (1888–1961), deutscher Kunstmaler und Dichter des Expressionismus, lebte in Malente und gründete dort die „Turmpresse“
- Willi Piecyk (1948–2008), Politiker, 1979–1992 Studienleiter an der Gustav Heinemann Bildungsstätte in Malente
- Regina Poersch (* 1969), Politikerin der SPD, arbeitet in Malente
- Susanne Schapowalow (1922–2022), Fotografin, lebte in Malente
- Alfred Schulze (1886–1964), Architekt, lebte und starb in Malente
- Christof Wehking (1924–2004), Beamter und niederdeutscher Autor, lebte und starb in Malente
- Hinrich Wrage (1843–1912), impressionistischer Landschaftsmaler, lebte und starb in Malente
- Wilhelmine Wrage (1859–1945), Malerin und Ehefrau von Hinrich Wrage

## Trivia
Malente ist der Handlungsort des Romans Jesus liebt mich von David Safier. Die Romanverfilmung unter gleichem Titel mit Jessica Schwarz und Florian David Fitz erfolgte an anderen Orten.
Die drei ersten Immenhof-Filme aus den 1950er Jahren wurden auf dem Gut Rothensande in der Gemeinde Malente gedreht. Das Gut wurde zu einem Hotel umgebaut und erhielt den Namen Gut Immenhof. Das Hotel eröffnete am 1. November 2021.
Des Weiteren ist Malente auch der fiktive Herkunftsort der Hauptprotagonistin Lolle aus der Fernsehserie Berlin, Berlin.
Während der Fußball-Europameisterschaft 2016 übertrug die ARD nach jedem Spieltag Beckmanns Sportschule aus der örtlich ansässigen Sportschule (siehe oben). In diesem Sendeformat ließ Reinhold Beckmann mit wechselnden Gästen die Spiele des Tages Revue passieren.
Nach dem Zweiten Weltkrieg fanden auf einem Rundkurs um den Kellersee für einige Jahre Motorradrennen statt.